# 拉索托内拉
拉索托内拉，是西班牙阿拉贡自治区韦斯卡省的一个市镇。总面积166平方公里，总人口1088人（2001年），人口密度7人/平方公里。